# Rødby
Rødby est une ville et une ancienne municipalité du Danemark, au sud-ouest de l'île de Lolland.
La population était de 6 590 habitants en 2005.
Le port de Rødbyhavn, point de passage par ferry de la compagnie Scandlines entre l'Allemagne et le Danemark, est situé à 5 km au sud de la ville.

## Galerie

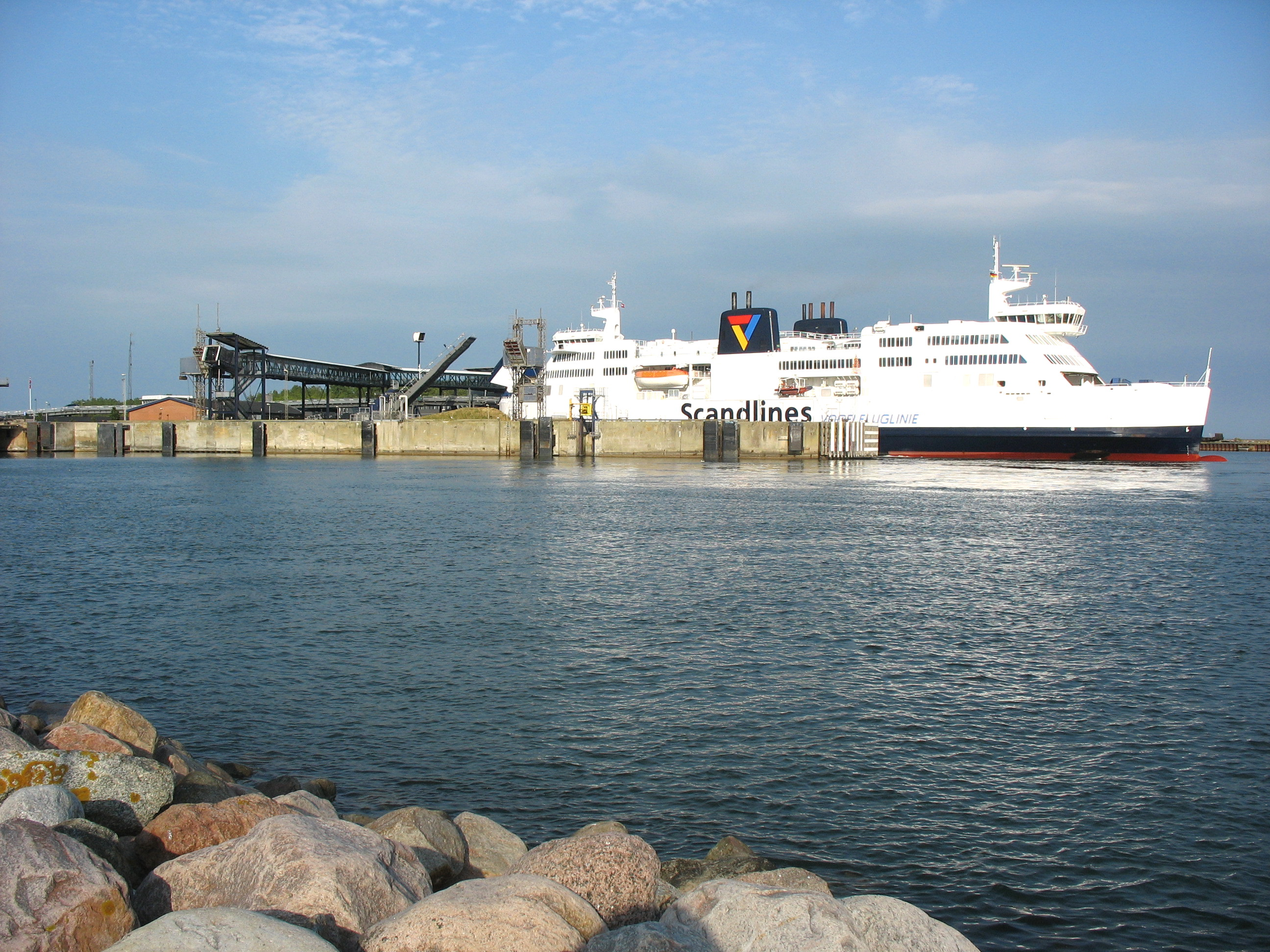
Port de Rødbyhavn
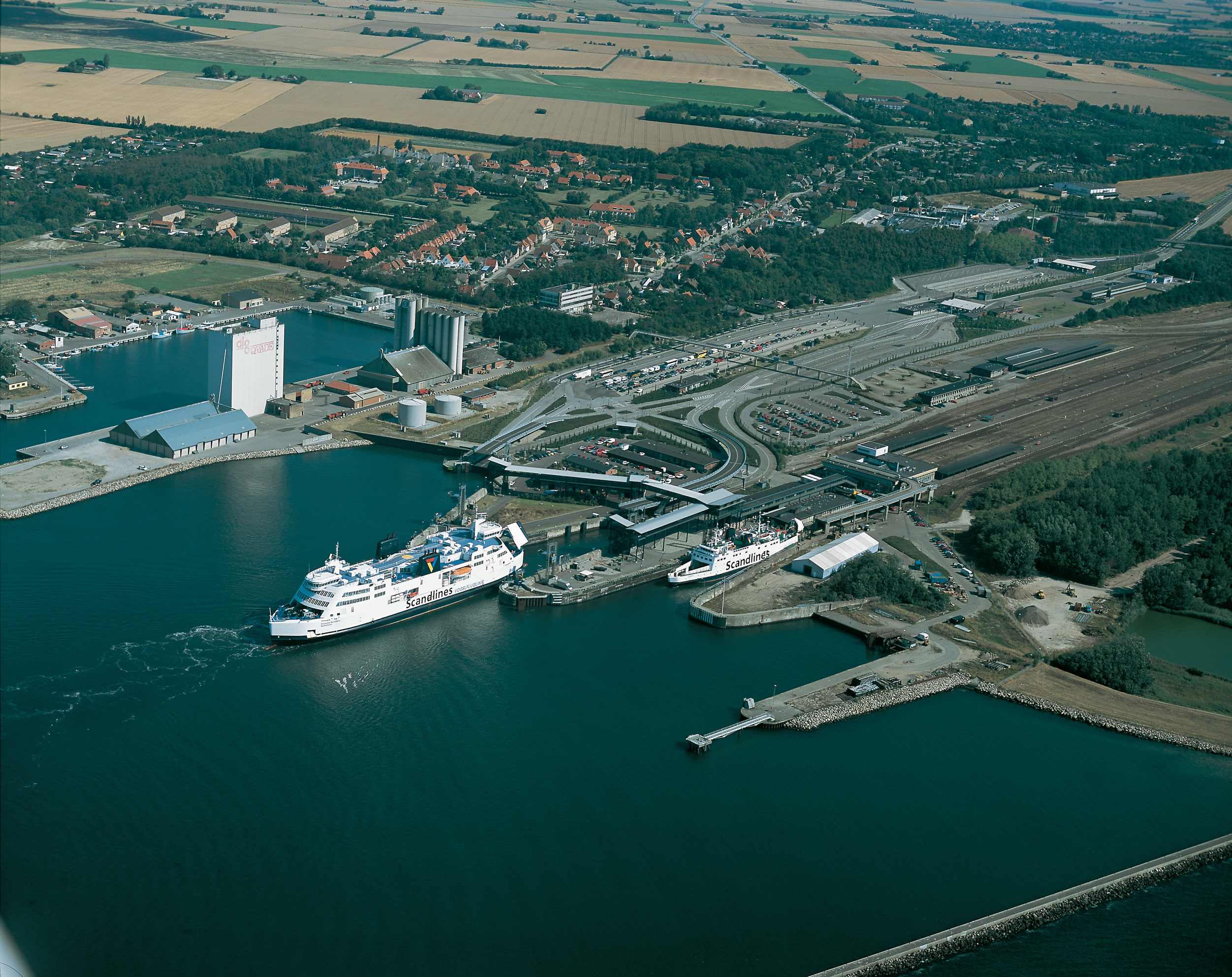
Vue aérienne de Rødbyhavn